# Serjania sphaerococca
Serjania sphaerococca är en kinesträdsväxtart som beskrevs av Ludwig Radlkofer. Serjania sphaerococca ingår i släktet Serjania och familjen kinesträdsväxter. Inga underarter finns listade i Catalogue of Life.